# برونیسلاف پولوچک
برونیسلاف پولوچک (چکی: Bronisław Poloczek; ۷ اوت ۱۹۳۹ – ۱۶ مارس ۲۰۱۲) بازیگر تئاتر و تلویزیون چکی-لهستانی بود. وی بین سال‌های ۱۹۵۶ تا ۲۰۱۲ میلادی فعالیت می‌کرد.
از فیلم‌ها یا برنامه‌های تلویزیونی که وی در آن نقش داشته‌است می‌توان به گوش، رؤیاهای ممنوعه، و خیابان اشاره کرد.